# Gran Vía (Alicante)
La Gran Vía es la circunvalación urbana principal de la ciudad española de Alicante, compuesta por una serie de amplias calles y avenidas que rodean el centro de la ciudad y la une por sus extremos. La Gran Vía se conecta con las principales vías de entrada a la ciudad: la avenida de Denia (entrada norte), la avenida de la Universidad (entrada desde San Vicente del Raspeig), la autovía de Alicante (A-31) y la avenida de Elche (entrada sur). Las calles y avenidas que conforman la Gran Vía suman un total de 6,4 km de longitud.

## Historia
La necesidad de crear circunvalaciones que rodearan la ciudad se remontan al PGOU de 1958, el primero que confirmaba la tendencia de crecimiento de la ciudad en el ámbito del desarrollismo, la crisis de la vivienda y el bum turístico de la década de los 60. 
La ciudad había experimentado un cuantioso crecimiento demográfico en el final de la primera década del siglo XX, primero por parte de la inmigración que buscaba trabajo en las industrias cerámica, química, del combustible y textil, entre otros; además de una segunda ola de migración atraída por el naciente sector servicios. Ello provocó el crecimiento de la ciudad sobre todo hacia el oeste, debido a que la orografía de alrededor era complicada para construir o se topaba con los antiguos límites municipales de San Juan de Alicante, el Campello o San Vicente del Raspeig, municipios que para entonces ya disfrutaban casi un siglo de autonomía. 
Sin embargo, este crecimiento acrecentó la demanda de vías de transporte exponencialmente, sobre todo con la explosión del uso del automóvil privado y la decadencia del tranvía, que acumulaba años de pérdidas y bajadas de calidad del servicio. Además, las vías del ferrocarril separaban en dos la ciudad, dividiendo dos grandes zonas urbanas de la ciudad: al sur, los barrios de Florida Alta, Florida Baja, Benalúa, San Fernando-Princesa Mercedes y Alipark; al norte, San Blas, imposibilitando el paso entre estos barrios y congestionando las vías del centro de la ciudad.
Sin embargo, la urbanización de esta Gran Vía quedaría relegada a la urbanización de los barrios colindantes, y hasta el PGOU de 1987 no se cerraría su trazado y dimensiones, siendo esta la razón por la cual cada fragmento presenta un nombre diferente. La primera sección (sur) de la circunvalación se inauguró, junto al Puente Rojo el 5 de junio de 1990, siendo presidente Joan Lerma. Las obras finalizarían a finales del siglo XX.

## Descripción
La Gran Vía parte de la calle México, en el barrio de San Gabriel, y circunvala el interior de la ciudad hasta desembocar en la avenida de Denia, en el barrio de Vistahermosa. En la mayor parte de ella, las calles presentan amplios bulevares centrales con parques; sin embargo, su amplia longitud y la escasa conexión con transporte público dificulta su acceso a pie. Dispone de carril bici en la práctica totalidad de su longitud. También hay numerosos edificios de oficinas, centros de estudio, y el Hospital General Universitario de Alicante, entre otros edificios relevantes. 

### Calle México

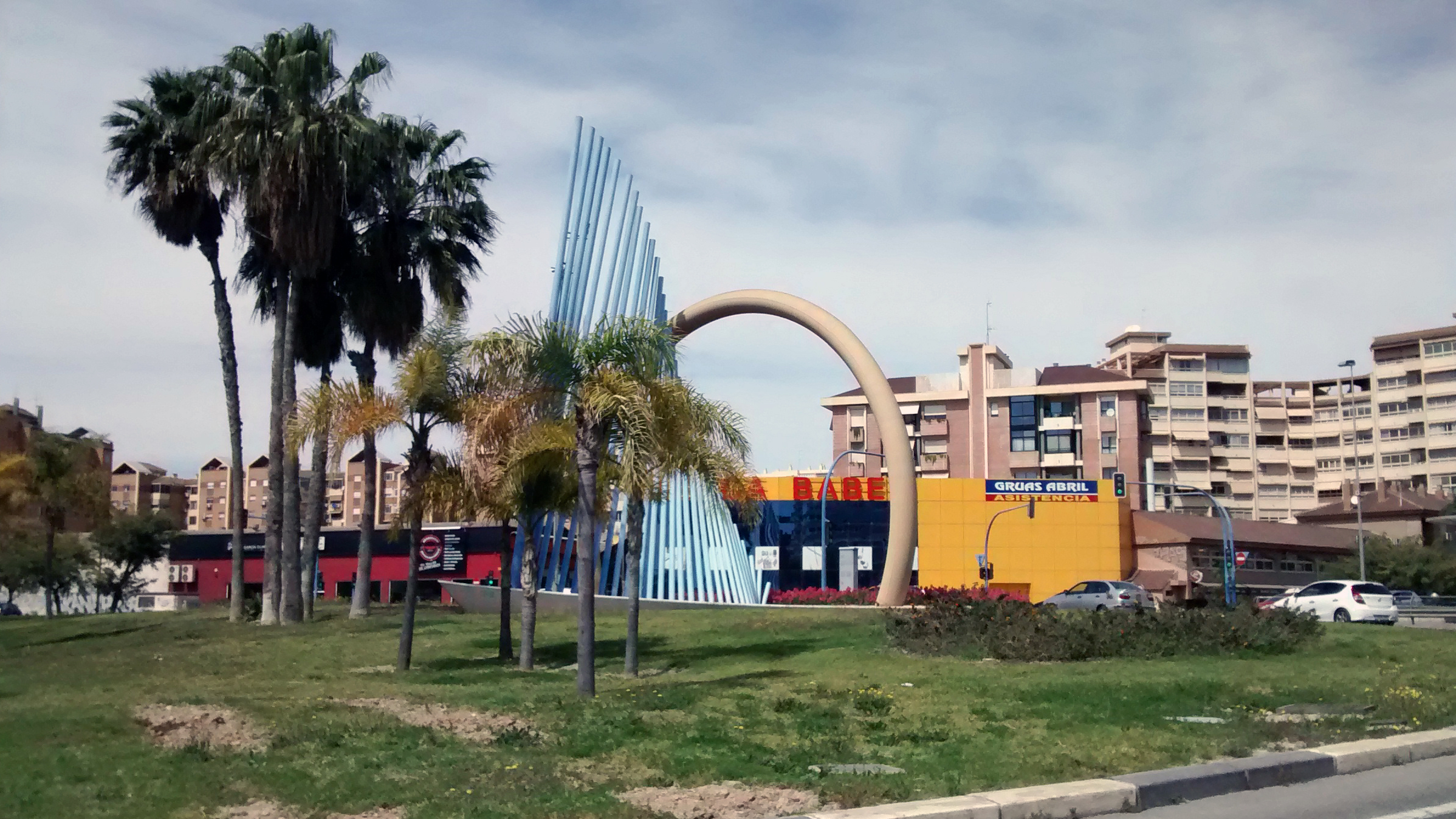
Rotonda del Barco.

El acceso sur a la Gran Vía alicantina se realiza desde la avenida de Elche por la calle de Méjico, en el barrio del Polígono de Babel. La calle comienza paralela al último tramo de la Autovía de Alicante (A-31) hasta llegar a la conocida como rotonda del Barco (desde donde se puede acceder a esta autovía), y luego continúa hacia el norte. Durante este tramo, la calle tiene tres carriles por sentido, con aparcamientos laterales, y dispone de una mediana y amplias aceras ajardinadas. Una vez superado el cruce con la avenida del Alcalde Lorenzo Carbonell, la calle pasa a denominarse Pianista Gonzalo Soriano.

### Calle Pianista Gonzalo Soriano
La calle debe su nombre al pianista alicantino Gonzalo Soriano. La calle pasa a tener dos carriles por sentido, con aparcamientos laterales, una mediana y amplias aceras ajardinadas. Frente a esta calle se sitúan varios edificios públicos: el Colegio Público Florida, el IES Antonio José Cavanilles, el Centro de Especialidades Médicas Florida-Babel y el Pabellón Municipal de Deportes Florida-Babel. La calle se extiende hasta el cruce con la calle Periodista Rafael González Aguilar, que separa el barrio de Polígono Babel del de Florida Baja, y a continuación pasa a denominarse Orión.

### Calle Orión

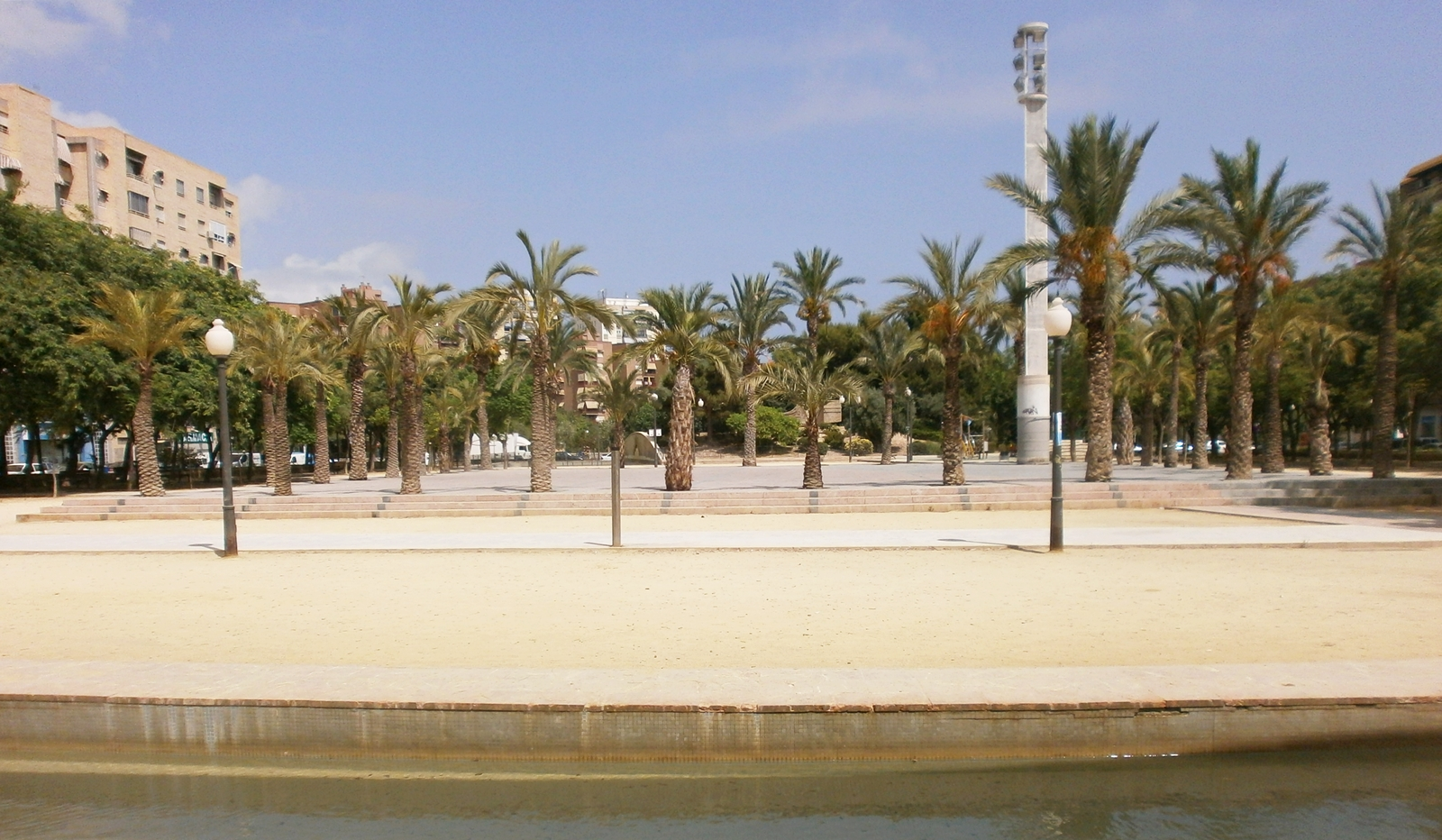
Plaza de Florida-La Viña

La calle se encuentra en su totalidad en el barrio de Florida Baja. Tras el cruce con la calle Periodista Rafael González Aguilar, la calle continua teniendo dos carriles por sentido, una mediana y amplias aceras. Frente a esta calle se sitúan el Aula Municipal de Cultura Chalet del Ingeniero de Tranvías, la Piscina Municipal Luis Asensi y la plaza de Florida-La Viña. La calle se prolonga hasta la glorieta del Músico Emilio Álvarez Antón y, a continuación, pasa a denominarse Gran Vía Conde de Casa-Rojas para entroncar más tarde con el Puente Rojo.

### Gran Vía del Conde de Casa-Rojas
Debe su nombre al diplomático alicantino José de Rojas. Después de pasar la glorieta del Músico Emilio Álvarez Antón, la calle entra en el barrio de San Fernando-Princesa Mercedes y se convierte en una vía de dos carriles por cada sentido, con una mediana y accesos laterales a los edificios colindantes. Parte del patio del Colegio Público Gabriel Miró da a esta calle. Es el punto de conexión con las avenidas de Aguilera y Orihuela. A continuación, se prolonga hasta el inicio del conocido como Puente Rojo, y pasa a denominarse avenida del doctor Jiménez Díaz. Es un punto de gran densidad de tráfico por su condición de cruce de importantes vías de transporte la ciudad.

### Avenida Doctor Jiménez Díaz

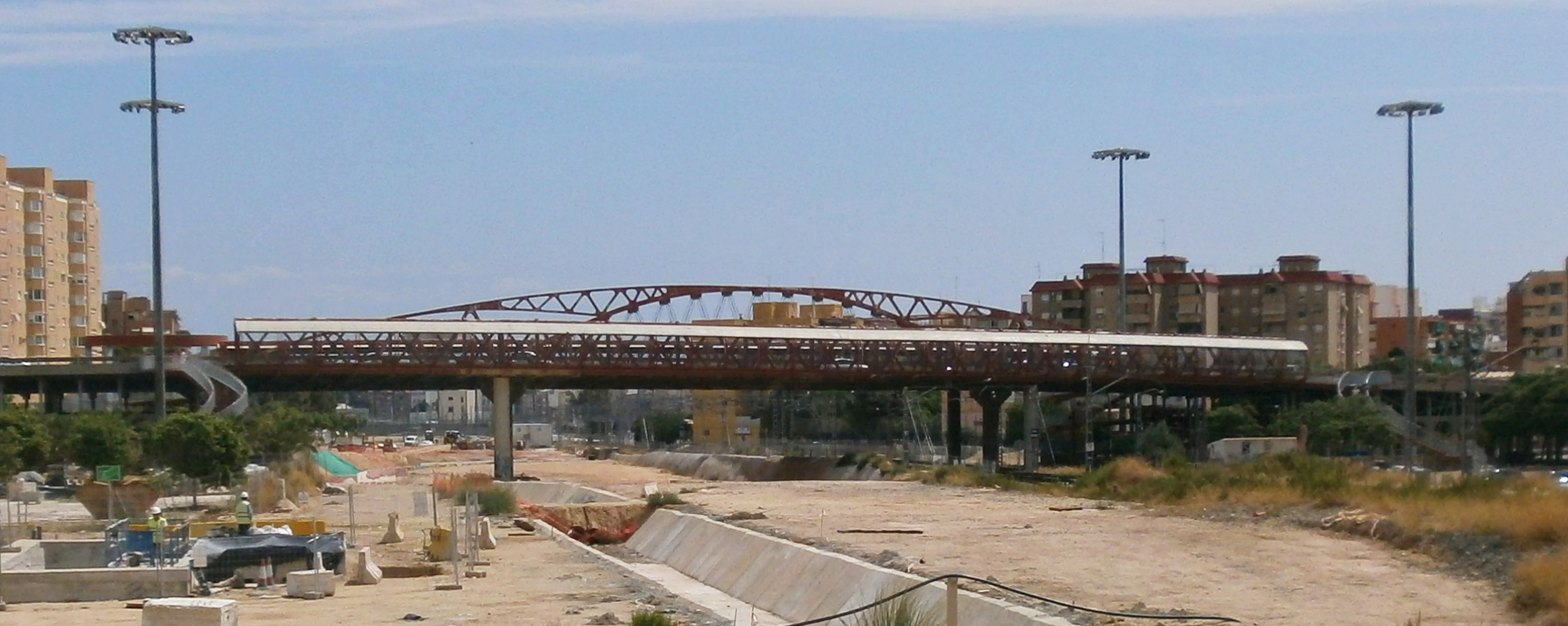
Puente Rojo.

La avenida Doctor Jiménez Díaz es uno de los tramos más largos de la Gran Vía y destaca por su gran pendiente y densidad de tráfico. La avenida pasa por el Puente Rojo, puente que evitaba las vías del tren antes de su soterramiento parcial en 2013, y gira ligeramente hacia el noreste para entrar en el barrio de Polígono San Blas. A continuación, se inicia un largo tramo de dos carriles por sentido, separados por anchos paseos ajardinados, y con accesos a las urbanizaciones adyacentes. Este tramo con paseos se prolonga durante más de un kilómetro. El colegio salesiano Don Bosco, el parque del Cronista Enrique Cutillas Bernal y el Colegio de Fomento Altozano se sitúan frente a este tramo de la avenida. Después, la vía vuelve a girar ligeramente hacia el noreste, se estrecha y los paseos dan lugar a una mediana. En este tramo se sitúan el Centro de Acogida e Inserción para Personas sin Hogar, el Centro Privado de Enseñanza Nazaret y un extenso aparcamiento al aire libre, de más de 15 000 metros cuadrados, donde los jueves y sábados se instala el popular mercadillo de Teulada (o comúnmente, de Campoamor). Un poco antes del cruce con la calle de Teulada, la avenida entra en el barrio de Los Ángeles y pasa a denominarse calle de Santa Pola.

### Calles Santa Pola, Gran Vía y Buenos Aires
El tramo de la Gran Vía que discurre por el barrio de Los Ángeles tiene una longitud inferior a los 400 metros y recibe tres nombres diferentes: calle Santa Pola, calle Gran Vía y calle Buenos Aires. Este tramo tiene un carácter eminentemente urbano, flanqueado únicamente por edificios de viviendas. La calle Gran Vía cuenta con una sección de carril bici segregado y unas vías laterales de paso lento que permiten la incorporación a las calles del barrio. La calle Buenos Aires confluye en la glorieta de Rodolfo Llopis, que se interseca con la perpendicular avenida de Novelda. A partir de esta glorieta, la Gran Vía se adentra en el barrio de Altozano-Conde Lumiares y recibe el nombre de calle Colombia.

### Calle Colombia

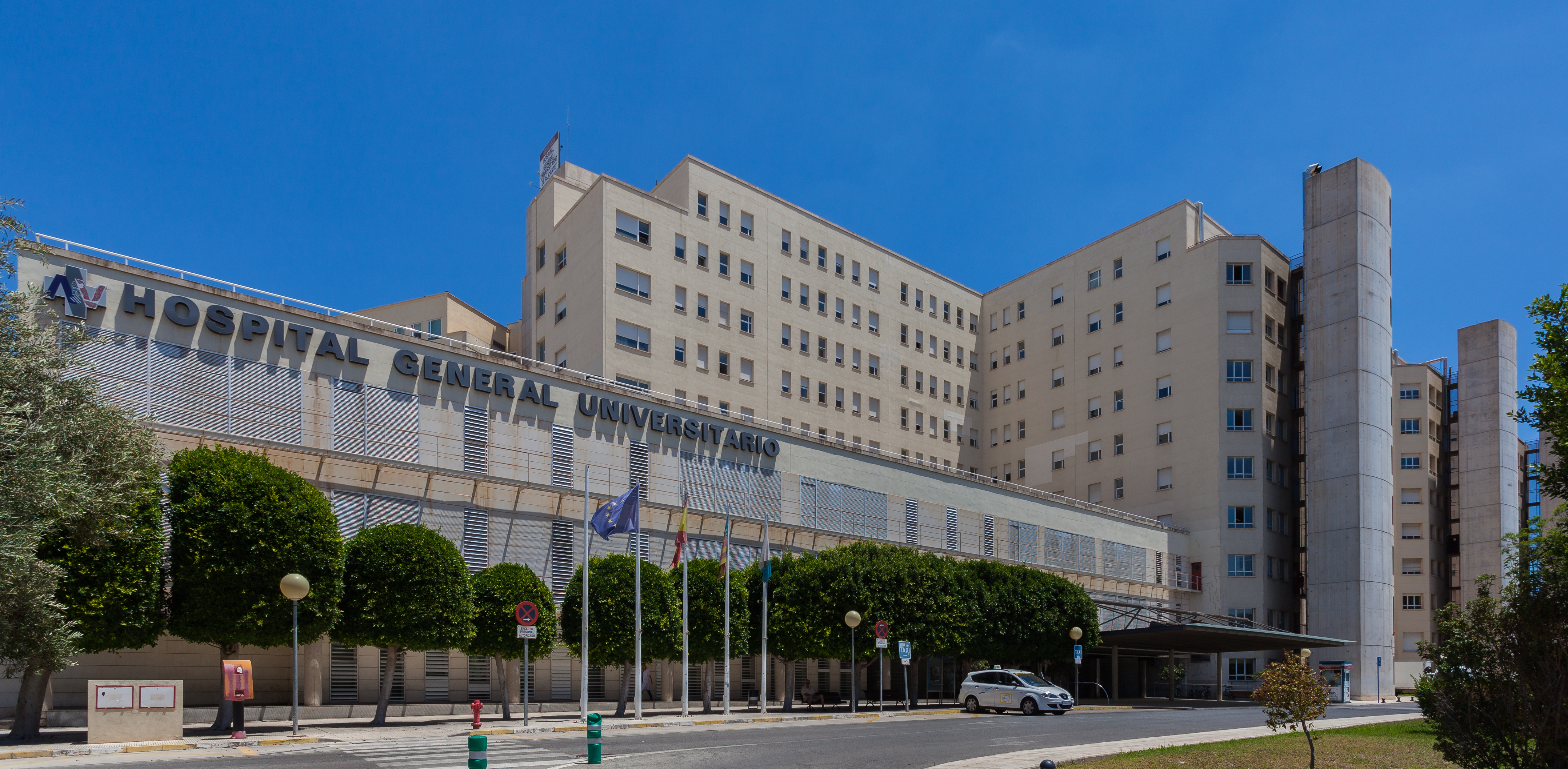
Hospital General Universitario.

La calle Colombia es el tramo de la Gran Vía que pasa por el barrio de Altozano-Conde Lumiares. Está delimitada por la glorieta de Rodolfo Llopis y la glorieta del Hospital, que se interseca con la calle Maestro Alonso. En un primer tramo, la calle tiene la misma estructura que las calles precedentes, con dos carriles en cada sentido. A esta calle dan la Subdelegación de Defensa en Alicante (antiguo Hospital Militar) y el colegio público Gastón Castelló. En un segundo tramo, la calle bordea toda la cara norte del Hospital General Universitario de Alicante. En este tramo, cada sentido de circulación de la calle está separado por un amplio jardín. Al llegar a la rotonda del Hospital, la Gran Vía cruza las vías de la línea 2 del tranvía de Alicante y pasa al barrio de Sidi Ifni-Nou Alacant, recibiendo el nombre de Calle Sidi-Ifni.

### Calle Sidi-Ifni
Es un tramo de unos 400 metros de longitud, flanqueado por edificios de viviendas, que discurre por el barrio de Sidi Ifni-Nou Alacant. La calle está delimitada al oeste por la rotonda del Hospital y al este por la rotonda de la intersección con la calle Alonso Cano. En esta rotonda se encuentra una escultura en homenaje a Miguel Ángel Blanco, asesinado por ETA, que fue inaugurada en enero de 2005. Al salir de la rotonda, la Gran Vía entra en el barrio de Garbinet y adopta el nombre de avenida Juan Sanchís Candela.

### Avenida Juan Sanchís Candela
Discurre por el barrio del Garbinet y va desde la rotonda del Hospital hasta la plaza del alcalde Agatángelo Soler. Se trata de dos vías de tres carriles, una por cada sentido, separadas por un jardín central de unos treinta metros de ancho. La calle está flanqueada por edificios de viviendas de reciente construcción y algunos solares.

### Plaza del Alcalde Agatángelo Soler

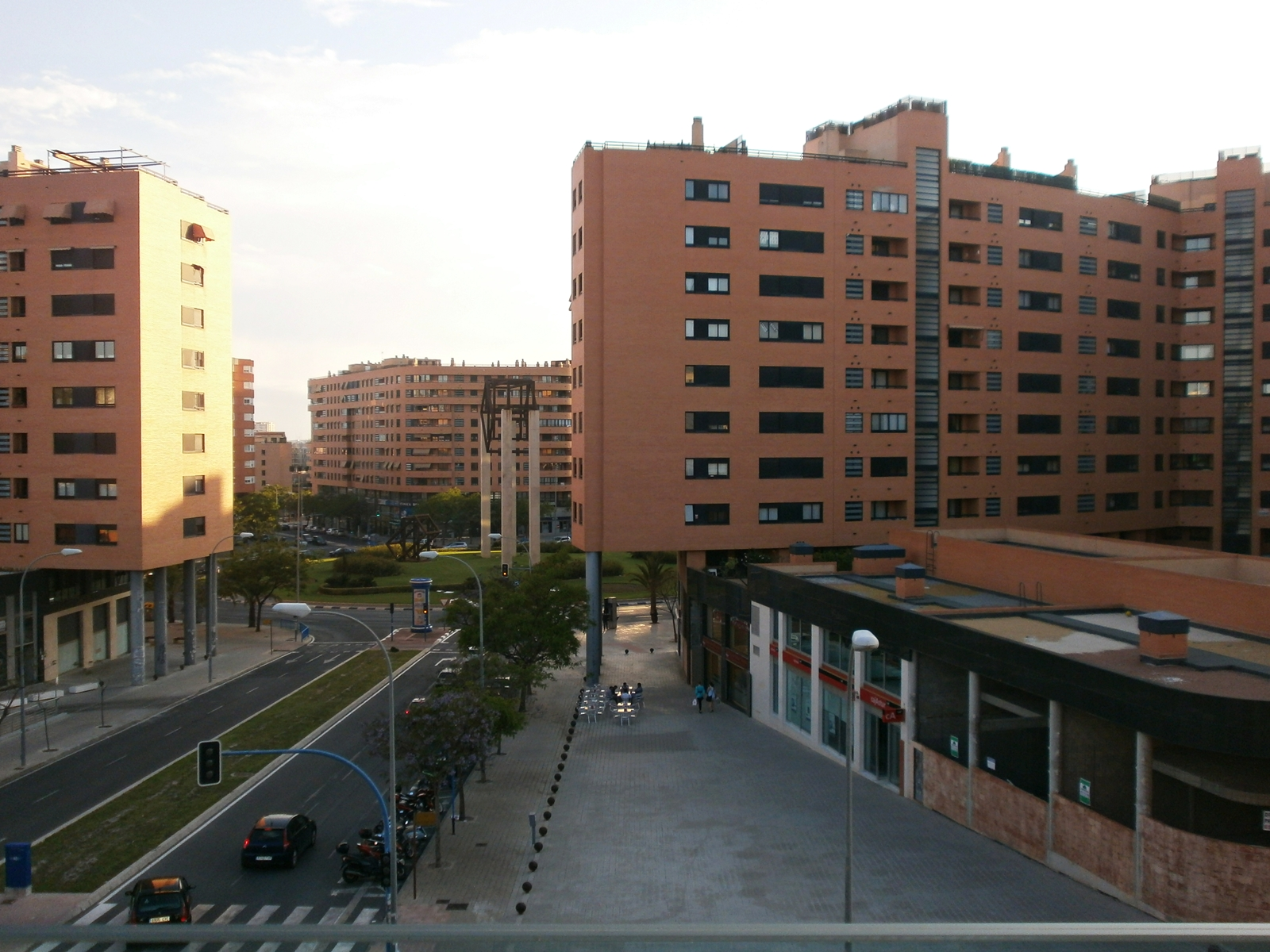
Al fondo, plaza del alcalde Agatángelo Soler.

Es una gran glorieta de unos 85 metros de diámetro dedicada al alcalde franquista alicantino Agatángelo Soler. Se sitúa en el barrio de Garbinet y conecta dos tramos de la Gran Vía, las avenidas Juan Sanchís Candela y Pintor Xavier Soler, además de las calles Bellea del Foc, Jacinto Masanet y Médico Vicente Reyes. El ayuntamiento invirtió en 2014 más de 120 000 euros en la reforma de la glorieta, añadiendo senderos, bancos y un carril bici, para convertirla en una plaza. Sin embargo, el tránsito de peatones es muy bajo.
En su interior se encuentra el monumento de grandes dimensiones denominado Puerta del Milenio, creado en 2001 por Eduardo Lastres y José Beviá. En diciembre de 2009, la alcaldesa Sonia Castedo promovió la campaña de embellecimiento urbano "Guapa, guapa, guapa". Este plan contempló la instalación de esculturas vegetales de animales, traídas desde los Países Bajos, en diferentes rotondas y parques de Alicante. Dos parejas de osos y jirafas de esta colección se colocaron en la glorieta, junto a la enorme escultura de Lastres y Beviá. La inversión total aproximada de la campaña fue de 50 000 euros.

### Avenida del Pintor Xavier Soler
Discurre entre los barrios del Garbinet y Vistahermosa. Comienza en la plaza del Alcalde Agatángelo Soler y finaliza en la avenida de Denia frente al colegio de los Jesuitas.